# Walter Crane
Walter Crane (Liverpool, 1845. augusztus 15. – Horsham, 1915. március 14.) angol festő és iparművész. A preraffaeliták iskolájához csatlakozott, de megtartotta sajátságos önálló irányát. Akvarelljeit is nagyra becsülik. Az irodalom terén is működött.

## Nevezetesebb olajfestményei
- Venus születése (1877)
- Proserpina elrablása (1878)
- A szirének (1879)
- A siető sors (1882)
- Az élet hídja (1884)
- A búvár (1885, a párizsi világkiállításon ezüst érmet nyert)
- Rohanó órák (1887)
- Napkelte (1888)
- Pandora, Pegasus (1889)

## Művei
- Walter Crane's Toy Books (1869-75)
- Picture Books (1874-75)
- The Baby's Opera (1887)
- The Sirenes Three (1886)